# Thục Thận Hoàng quý phi
Thục Thận Hoàng quý phi (chữ Hán: 淑慎皇贵妃; 24 tháng 12, năm 1859 - 13 tháng 4, năm 1904), Mãn Châu Tương Hoàng kỳ, Sa Tế Phú Sát thị, cũng gọi Mục Tông Tuệ phi (穆宗慧妃), là một phi tần của Thanh Mục Tông Đồng Trị Hoàng đế.
Xuất thân từ mẫu tộc hiển hách của Hiếu Hiền Thuần Hoàng hậu, Thục Thận Hoàng quý phi ngay từ khi tuyển tú đã là người con dâu được Từ Hi Thái hậu sủng ái nhất, vị trí của bà dẫu chỉ là phi thiếp nhưng nhờ ân điển của Thái hậu mà danh giá không thua gì Hiếu Triết Nghị Hoàng hậu. Bà là phi tần đầu tiên và duy nhất của nhà Thanh được phong Phi ngay sau khi nhập cung thông qua Bát Kỳ tuyển tú. Trước khi Đồng Trị Đế qua đời, bà được tấn phong Hoàng quý phi, trở thành vị Hoàng quý phi tại vị cuối cùng của triều Thanh, không xét các trường hợp góa phụ tấn phong như các vị Hiến Triết Hoàng quý phi và Ôn Tĩnh Hoàng quý phi. 
Dưới thời Quang Tự Đế, bà được cải hiệu thành Đôn Nghi Vinh Khánh Hoàng quý phi (敦宜榮慶皇貴妃), trở thành Hoàng quý phi có danh phận "Hoàng tẩu" đầu tiên và duy nhất trong lịch sử, cũng là vị Hoàng quý phi duy nhất được ban phong hiệu, còn lên tới 4 chữ dài nhất.

## Tiểu sử

### Dòng dõi cao quý
Thục Thận Hoàng quý phi sinh ngày 1 tháng 12 (âm lịch) năm Hàm Phong thứ 9 (1859), xuất thân từ gia tộc danh giá Sa Tế Phú Sát thị (沙濟富察氏) thuộc Mãn Châu Tương Hoàng kỳ, một trong những gia tộc Mãn Châu có địa vị và danh vọng lớn nhất từ thời Càn Long. Bà là hậu duệ của Thượng thư Bộ Hộ Mễ Tư Hàn (米思翰; 1633 - 1675), trọng thần dưới thời Khang Hi Đế.
Mễ Tư Hàn danh vọng cao, có bốn con trai: con trưởng Mã Tư Cáp (馬思哈) từng nhậm Nội đại thần, Đô thống; con thứ Mã Tề (馬齊) là Khang - Ung hai triều trọng thần, thụ tước "Nhị đẳng Bá" (二等伯) kiêm chức Đại học sĩ; con trai thứ 3 là Mã Võ (馬武) nhậm "Tam đẳng Khinh xa Đô úy" (三等輕車都尉); và con trai út Lý Vinh Bảo (李榮保) nguyên nhậm Sát Cáp Nhĩ tổng quản, có con gái là Hiếu Hiền Thuần Hoàng hậu của Càn Long Đế. Trong đó, Thục Thận Hoàng quý phi là hậu duệ của Mã Tề.
Gia tộc của Mã Tề có một địa vị hiển hách, nhưng ông có 12 con trai, nên nếu xếp về thứ đẳng phòng-hệ cũng có chênh lệch với nhau chứ không hề đồng đều. Trong đó, người con trai thứ 4 là Phó Đức (傅德) là thủy tổ của chi hệ của Thục Thận Hoàng quý phi. Phó Đức cùng con trai độc nhất Quan Đăng (官登) không có chức quan cao, cho nên so ra trong chi hệ hậu duệ Mã Tề thì chi của Phó Đức có vị thế khá kém.
Tuy nhiên, tình hình thay đổi sang đời con trai duy nhất của Quan Đăng, tên gọi Cung Thái (恭泰). Cung Thái nguyên tên Công Xuân (公春), đã từng đổi tên thành Cung Hỉ (恭喜), đã phấn đấu ở năm Càn Long thứ 43 trúng Tiến sĩ, bắt đầu từ Viên ngoại lang bộ Lại chậm rãi tiến chức, đến cuối triều Càn Long đã là Nội các Học sĩ (內閣學士), sang triều Gia Khánh đã nhậm Thị lang bộ Binh ở Thịnh Kinh. Cung Thái là tằng tổ phụ (ông cố nội) của Thục Thận Hoàng quý phi.

### Thế gia thứ lưu
Tổ phụ của Thục Thận Hoàng quý phi là con trai thứ hai của Cung Thái, tên gọi Huệ Cát (惠吉).
Huệ Cát dùng Ấm sinh tiến thân, triều Gia Khánh nhậm qua Viên ngoại lang rồi Lang trung, sang năm đầu triều Đạo Quang thì nhậm Tri phủ, từng bước thăng chức, đến năm thứ 13 đã đạt đến Tuần phủ Quảng Tây, sau đó ông nhậm qua nhiều Tuần phủ các khu vực Thiểm Tây, Phúc Kiến rồi trở thành Tổng đốc Thiểm Cam. Huệ Cát có hai con trai, con cả Lân Tú (麟秀) nhậm qua Lang trung bộ Hộ; con thứ là Phụng Tú (鳳秀) lấy thân phận Giám sinh xuất sĩ, dần lên Viên ngoại lang, ông chính là cha của Thục Thận Hoàng quý phi. Theo hồ sơ của gia tộc Sa Tế Phú Sát thị, xem chừng cả Lân Tú và Phụng Tú đều không có con trai thừa kế, hơn nữa Thục Thận Hoàng quý phi có lẽ là con gái duy nhất. Bên cạnh đó, Thục Thận Hoàng quý phi còn có một vị cô mẫu, về sau được chỉ hôn cho Hồng lô Tự khanh Miên Thiện (綿善) làm Kế thê thứ ba, Miên Thiện là tằng tôn của Hàm Khác Thân vương Dận Bí.
Với tình hình phức tạp của các chi phòng-hệ đặc thù của những gia tộc lớn như Sa Tế Phú Sát thị, nên dù Thục Thận Hoàng quý phi cùng tộc với Hiếu Hiền Thuần Hoàng hậu, song một chi gia tộc chỉ là hàng "Thế gia Thứ lưu" (世家庶流), hơn nữa đã cách xa mấy đời, nên cơ bản gia cảnh của Thục Thận Hoàng quý phi không thể liên hệ với Hiếu Hiền Thuần Hoàng hậu mà xét đoán thứ cận với hoàng thất được nữa, dẫu là có thì cũng chỉ là họ hàng xa của Hiếu Hiền Thuần Hoàng hậu mà thôi.

## Đại Thanh hoàng phi

### Tuyển chọn
Năm Đồng Trị thứ 11 (1872), ngày 5 tháng 3 (âm lịch), Phú Sát thị được chọn vào Tử Cấm Thành để tham gia tuyển tú cho Đồng Trị Đế, năm đó bà mới 13 tuổi. Thời kì Đồng Trị có Từ An Hoàng thái hậu và Từ Hi Hoàng thái hậu đồng tại vị, nên trong vấn đề lập Hậu, có thể nhìn ra cả hai vị Thái hậu đều âm thầm đấu sức. Trong đó, phổ biến cho rằng Phú Sát thị và A Lỗ Đặc thị là 2 người được chọn vào vị trí Hoàng hậu.
Theo cách nhìn nhận thông thường về vấn đề này, Từ Hi Thái hậu vốn không ưng A Lỗ Đặc thị vì ông ngoại bà là Trịnh thân vương Đoan Hoa, một trong 3 vị đại thần bị ban chết trong Chính biến Tân Dậu. Do vậy, Từ Hi Thái hậu ra sức đề bạt Phú Sát thị làm Trung cung. Thế nhưng Từ An Thái hậu lại khuyên Đồng Trị Đế lập A Lỗ Đặc thị làm Hoàng hậu vì A Lỗ Đặc thị là cháu gái họ của bà. Cuối cùng, ngôi Hoàng hậu thuộc về A Lỗ Đặc thị do Đồng Trị Đế đích thân lựa chọn, còn vị Phú Sát thị được Từ Hi Thái hậu sủng ái chỉ được phong Phi, kèm theo Hách Xá Lý thị và A Lỗ Đặc thị làm Tần, Tây Lâm Giác La thị làm Quý nhân.
Nhìn về cách đãi ngộ của Từ Hi Thái hậu đối với Phú Sát thị, rất dễ hiểu vì sao người đời nhìn nhận rằng Thái hậu cực kì ưng ý bà. Nhưng lý do của sự đãi ngộ này vẫn là điều khó lý giải. Có nhận định cho rằng, vì Phú Sát thị cùng mẹ của Từ Hi Thái hậu đều cùng một gia tộc, tương ứng với lý do Từ An Thái hậu ủng hộ A Lỗ Đặc thị là về quan hệ thông gia, điều này có phần thú vị. Thực tế mà nói, gia tộc của Phú Sát thị và mẹ của Từ Hi Thái hậu đều là Mãn Châu Tương Hoàng kỳ, ông ngoại của Từ Hi Thái hậu tên Huệ Hiện (惠顯), có cùng chữ "Huệ" với Huệ Cát là ông nội của Phú Sát thị. Tuy nhiên, trong Tông phổ của Sa Tế Phú Sát thị không có ai tên Huệ Hiện, hơn nữa phương thức đặt tên hậu duệ nhà Huệ Hiện cũng khác so với Huệ Cát, do đó hai nhà chỉ là cùng họ, mà không cùng một gia tộc.
Phân tích khách quan mà nói, trong gia tộc của Từ Hi Thái hậu vào thời điểm đó không có ai phù hợp để đưa vào Tuyển tú, do đó trong nhóm Tú nữ năm ấy thì Từ Hi Thái hậu bắt buộc chọn một Tú nữ phù hợp ý của mình nhất, có gia thế nhất để nhắm vào, đối đầu cùng Từ An Thái hậu đã hỗ trợ A Lỗ Đặc thị từ dòng bên. Khi đó, Phú Sát thị trong nhóm Tú nữ là lựa chọn tốt nhất đối với Từ Hi Thái hậu, và có lẽ tính cách của bà cũng đủ khôn khéo, nên chiếm được sự thiên vị rõ rệt của Từ Hi Thái hậu mà thôi.

### Nhập cung phong Phi
Phú Sát thị được chỉ định tước Phi, có hiệu là Tuệ phi (慧妃). Theo Mãn văn, "Tuệ" có âm là 「Ulhisu」, có nghĩa "nhanh nhạy". Bên ngoài mặt, trừ phân vị cao nhất, thì Phú Sát thị không khác gì 3 vị tần phi kia về đối đãi, cùng được ra chỉ tấn phong, căn cứ theo cách ghi của ký lục triều đình, có thể nhìn nhận là “Đối xử bình đẳng”.
Tuy nhiên, cách nhập cung của bà lại vô cùng đặc thù, cho thấy sự thiên vị của Từ Hi Thái hậu. Ba thời Đồng Trị, Quang Tự, Tuyên Thống có tư liệu rất chặt chẽ, lưu lại khá nhiều quy tắc cung đình, trong đó phải kể đến quy trình lập Hậu, chỉ định Phi tần của Hoàng đế. Cả ba thời đều giống nhau trình tự:
1. Trong quá trình tuyển tú, chỉ định Hoàng hậu và Phi tần;
2. Lựa chọn ngày tốt nghênh thú Hoàng hậu;
3. Rạng sáng trước một ngày Nghênh thú, Nội vụ phủ chỉ định Phi tần nhập cung;
4. Trước một ngày Nghênh thú, sách lập Hoàng hậu;
5. Rạng sáng ngày Nghênh thú, Hoàng hậu nhập cung;
6. Hoàng hậu sau khi nhập cung, tiếp thu Triều hạ, các Phi tần thay nhau hành lễ;
7. Mấy tháng sau, những Phi tần đã vào cung mới chính thức thụ lễ sách phong;

Tóm gọn lại rằng, Phi tần vào cung trước so với Hoàng hậu, nhưng lại chịu lễ sách phong sau khi Hoàng hậu làm đại lễ. Tuy nhiên, Phú Sát thị lại có thiện đãi khác biệt. Năm đó Đồng Trị thứ 11, ngày 5 tháng 3 (âm lịch), phụng Lưỡng cung Hoàng thái hậu ý chỉ:「"Cùng năm, ngày 14 tháng 9, sau khi kết thúc lễ sách lập Hoàng hậu, ngay trong ngày sách phong Tuệ phi. Tuệ phi ngồi kiệu từ Địa An môn, Thần Vũ môn qua Thuận Trinh môn tiến cung"; 著於本年九月十四日冊封皇后禮成後，即日冊封慧妃，慧妃乘轎由地安門，神武門，順貞門進宮。」.
Điều này có nghĩa, Tuệ phi Phú Sát thị được sách phong cùng ngày Hoàng hậu A Lỗ Đặc thị được sách lập, ngay ngày 14 tháng 9 (âm lịch), nhưng Phú Sát thị vào cung ngay trong ngày hôm đó, còn A Lỗ Đặc thị vào cung vào rạng sáng ngày hôm sau. Nói cách khác, Tuệ phi Phú Sát thị cùng ngày đã cùng Hoàng hậu A Lỗ Đặc thị hưởng Tế cáo hậu điện của Thái miếu, Phụng Tiên điện, một đãi ngộ đặc thù của Hoàng hậu, luôn được cử hành riêng lẻ bây giờ lại san sẻ với một hậu cung phi tần. Bên cạnh đó, chiếu chỉ còn ghi rõ:「"Mệnh ủy Tán trật Đại thần, Tam đẳng Thừa Ân công Sùng Khởi lấy Nội các Học sĩ hậu bổ, Viên ngoại lang Phụng Tú lấy Tứ phẩm Kinh Đường hậu bổ"; 命委散秩大臣三等承恩公崇綺以內閣學士候補，員外郎鳳秀以四品京堂候補。」, không chỉ bổ thêm chức quan cho cha của Hoàng hậu, lại còn bổ thêm cho cha của Tuệ phi, rất rõ ràng thiên vị.
Ngày đó, lấy Đại học sĩ Văn Tường (文祥) làm Chính sứ, Lễ bộ Thượng thư Linh Quế (靈桂) làm Phó sứ, hành sách phong lễ cho Tuệ phi. Ngày hôm đó nhận chỉ nhập cung. Sách văn viết:
| “                                        | 朕惟关睢启化。必资淑德以襄猷。献茧成功。允赖贤媛之佐理。鸾章焕采。象服增荣。咨尔富察氏。心秉柔嘉。训娴婉娩。珩璜表度。怀谦而聿中矩规。图史垂芳。性敏而特严礼法。兹仰承慈安皇太后慈禧皇太后懿旨。册封尔为慧妃。尔其坤仪祗赞。扬勤俭之休风。巽命新膺。体雍和之顺道。隆其班秩。锡以丝纶。钦哉。 . Trẫm duy quan tuy khải hóa. Tất tư thục đức dĩ tương du. Hiến kiển thành công. Duẫn lại hiền viện chi tá lý. Loan chương hoán thải. Tượng phục tăng vinh. Tư nhĩ Phú Sát thị. Tâm bỉnh nhu gia. Huấn nhàn uyển vãn. Hành hoàng biểu độ. Hoài khiêm nhi duật trung củ quy. Đồ sử thùy phương. Tính mẫn nhi đặc nghiêm lễ pháp. Tư ngưỡng thừa Từ An Đoan Dụ Hoàng thái hậu, Từ Hi Đoan Hữu Hoàng thái hậu ý chỉ. Sách phong nhĩ vi Tuệ phi. Nhĩ kỳ khôn nghi chi tán. Dương cần kiệm chi hưu phong. Tốn mệnh tân ưng. Thể ung hòa chi thuận đạo. Long kỳ ban trật. Tích dĩ ti luân. Khâm tai. | ” |
| — Sách văn tấn phong Tuệ phi Phú Sát thị | |   |

Hậu cung nhà Thanh có một loại tế tự trứ danh, gọi là Tế Tiên Tằm đàn (祭先蠶壇). Triều Thanh đều chăm chỉ mỗi năm làm một lần tế, và như thế có những trường hợp như sau: Hoàng hậu tự mình chủ lễ; Phái một vị Phi tần thay Hoàng hậu chủ lễ; Phái một vị Tông thất Phúc tấn làm chủ lễ, và cuối cùng là một quan viên đại thần thay thế làm chủ lễ.
Triều Hàm Phong và Quang Tự, các lần đại tế đều do chính Hiếu Trinh Hiển Hoàng hậu cùng Hiếu Định Cảnh Hoàng hậu làm chủ lễ. Tuy nhiên, riêng thời Đồng Trị, hai lần vào tháng 3 năm Đồng Trị thứ 12 (1873) và tháng 2 năm thứ 13 (1874), Hiếu Triết Nghị Hoàng hậu đều không làm chủ lễ mà chỉ do Tuệ phi Phú Sát thị thay thế. Từ đây có thể thấy rất rõ địa vị đặc thù của Tuệ phi, và cho đến nay cũng không lý giải nào chắc chắn vì sao Hiếu Triết Nghị Hoàng hậu cả hai lần đều không thể làm chủ lễ. Xét theo tuổi tác, Tuệ phi Phú Sát thị tuổi nhỏ nhất, đúng thật sự không thích hợp làm chủ lễ, thế thì ngoài lý do chính Từ Hi Thái hậu cực kỳ thiên vị quyết định ra, thì xem chừng không có lý giải nào phù hợp.

### Tiền triều Hoàng quý phi
Năm Đồng Trị thứ 13 (1874), ngày 15 tháng 11 (âm lịch), theo ý chỉ của Lưỡng cung Thái hậu, Tuệ phi được tấn phong làm Hoàng quý phi. Ngày 5 tháng 12 (âm lịch) năm đó, Đồng Trị Đế băng hà, Từ Hi Thái hậu sau đó nửa tháng lại ngay lập tức ban cho bà danh hiệu Đôn Nghi Hoàng quý phi (敦宜皇貴妃).
Năm Quang Tự thứ 20 (1894), ngay lễ mừng thọ lần thứ 60 của Từ Hi Thái hậu, bà được đổi hiệu thành Đôn Nghi Vinh Khánh Hoàng quý phi (敦宜榮慶皇貴妃).
Bà là vị Hoàng quý phi có danh phận "Hoàng tẩu" duy nhất của nhà Thanh, cũng là vị Hoàng quý phi duy nhất có phong hiệu, chưa kể là 4 chữ nhiều nhất. Vào ngày 5 tháng 12 năm đó, ngoài Phú Sát thị thì cũng có Hiến Triết Hoàng quý phi, Cung Túc Hoàng quý phi và Đôn Huệ Hoàng quý phi nhận chỉ tấn thăng cấp vị, nhưng riêng Phú Sát thị bỏ qua Quý phi mà lên thẳng Hoàng quý phi, trong khi 3 vị kia chỉ lên được một bậc. Ngay vừa khi Đồng Trị Đế qua đời, Từ Hi Thái hậu lại đặc biệt ban huy hiệu cho bà thêm, khiến địa vị bà ngang với "Hoàng tẩu" như Gia Thuận Hoàng hậu. Loại sủng ái đặc thù này, ngoài chứng tỏ quyền lực của mình, thì Từ Hi Thái hậu hẳn phải rất yêu thích Phú Sát thị vậy.
Năm Quang Tự thứ 30 (1904), ngày 28 tháng 1 (âm lịch), Đôn Nghi Vinh Khánh Hoàng quý phi Phú Sát thị qua đời, hưởng dương 46 tuổi. Ngày 1 tháng 4 (âm lịch), buổi trưa, bà được làm lễ truy thụy, thụy hiệu là Thục Thận Hoàng quý phi (淑慎皇貴妃). Ngày 7 tháng 4 (âm lịch) cùng năm, làm lễ Phụng di Kim quan của bà đến Huệ lăng (惠陵), Thanh Đông lăng. Năm sau (1905), ngày 21 tháng 9 (âm lịch), Kim quan của Thục Thận Hoàng quý phi được làm lễ an táng vào địa cung Phi viên tẩm.

## Văn hóa đại chúng
| Năm  | Tên phim                                                                                   | Tên nhân vật   | Diễn viên            |
| 1987 | 《Lưỡng cung Hoàng thái hậu》 (两宫皇太后)                                                 | Tuệ phi        | Ngô Quỳnh 吴琼       |
| 1989 | 《Nhất đại Yêu hậu》 (一代妖后)                                                            | Tuệ phi        | Diêm Thanh Dư 阎青妤 |
| 1990 | 《Mãn Thanh thập tam hoàng triều chi Huyết nhiễm Tử Cấm Thành》 (满清十三皇朝之血染紫禁城) | Tuệ phi        | Trần Bội San 陈佩珊  |
| 2012 | 《Đại Thái giám》 (大太監)                                                                 | Phú Sát (富察) | Lạc Đồng             |
| 2016 | 《Mạt Đại Ngự y》 (末代御醫)                                                               | Tuệ Quý phi    | Thẩm Khả Hân 沈可欣  |